# فيتو رودريغيز رودريغيز
فيتو رودريغيز رودريغيز (بالإسبانية: Vito Rodriguez Rodriguez)‏ هو شخصية أعمال بيروفي، ولد في 1939.